# Рікарду Ешгаю
Рікарду Ешгаю (порт. Ricardo Esgaio, нар. 16 травня 1993, Назаре) — португальський футболіст, правий захисник клубу «Спортінг».

## Клубна кар'єра
Народився 16 травня 1993 року в місті Назаре. Вихованець футбольної школи столичного «Спортінга».

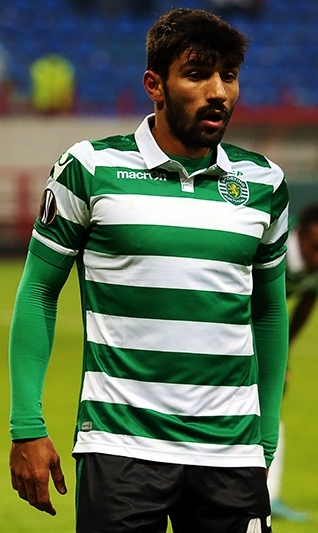
Рікарду Есгаю у складі «Спортінга»

7 грудня 2012 року у матчі Ліги Європи проти угорського «Відеотона» Рікарду дебютував за лісабонську команду. 5 січня 2013 року в матчі проти «Пасуш де Феррейра» Рікарду дебютував у Сангріш-лізі. Проте в основній команді виступав рідко, здебільшого граючи за дубль у Сегунді.
На початку 2015 року для отримання ігрової практики Ешгаю на правах оренди перейшов в «Академіку». 1 лютого в поєдинку проти «Марітіму» він дебютував за нову команду. Всього за команду з Коїмбри провів 15 матчів у Прімейрі.
По закінченні сезону Рікарду повернувся в «Спортінг», але знову на поле став виходити нерегулярно.
17 червня 2017 року уклав п'ятирічний контракт з «Брагою», у складі якої відразу ж став основним виконавцем на правому фланзі захисту.

## Виступи за збірні
2008 року дебютував у складі юнацької збірної Португалії. У її складі був учасником юнацького (U-17) Євро-2010 та юнацького (U-19) Євро-2012, взяв участь у 57 іграх на юнацькому рівні, відзначившись 13 забитими голами.
Протягом 2012—2015 років залучався до складу молодіжної збірної Португалії, разом з якою був учасником молодіжного чемпіонату світу 2013 року та фіналістом молодіжного чемпіонату Європи 2015 року, що дозволило португальцям кваліфікуватись на футбольний турнір Олімпійських ігор. Загалом на молодіжному рівні зіграв у 34 офіційних матчах, забив 4 голи.
2016 року захищав кольори олімпійської збірної Португалії на Олімпійських іграх 2016 року у Ріо-де-Жанейро.

## Досягнення
- Володар Суперкубка Португалії (2):

«Спортінг»: 2015, 2021
- Володар Кубка португальської ліги (2):

«Брага»: 2019-20
«Спортінг»:  2021-22
- Володар Кубка Португалії (2):

«Брага»: 2020-21
«Спортінг»: 2024-25
- Чемпіон Португалії (2):

«Спортінг»: 2023-24, 2024-25